# Echinopsis thelegona
Az Echinopsis thelegona a szegfűvirágúak (Caryophyllales) rendjébe, ezen belül a kaktuszfélék (Cactaceae) családjába tartozó faj.

## Előfordulása
Az Echinopsis thelegona előfordulási területe a dél-amerikai Argentínában van. Ennek az országnak az északnyugati részén őshonos kaktuszfaj.

## Képek

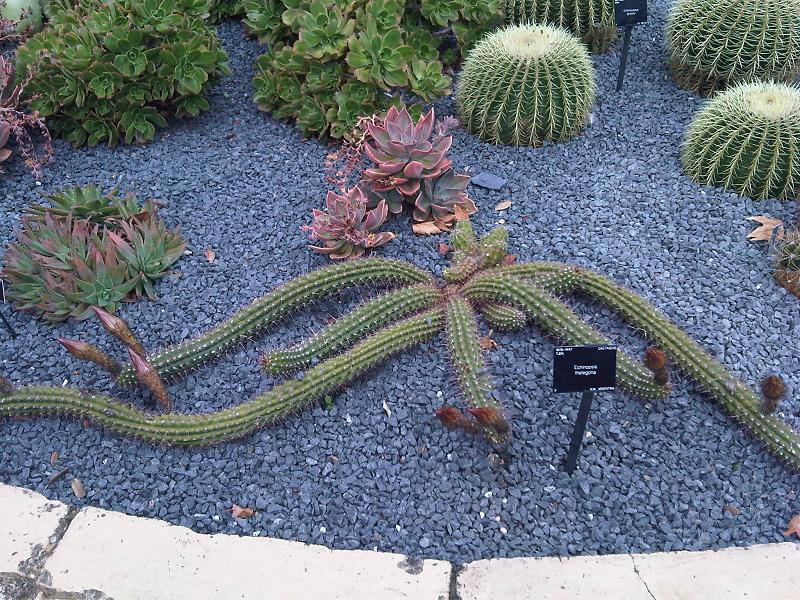
A hosszúkás és
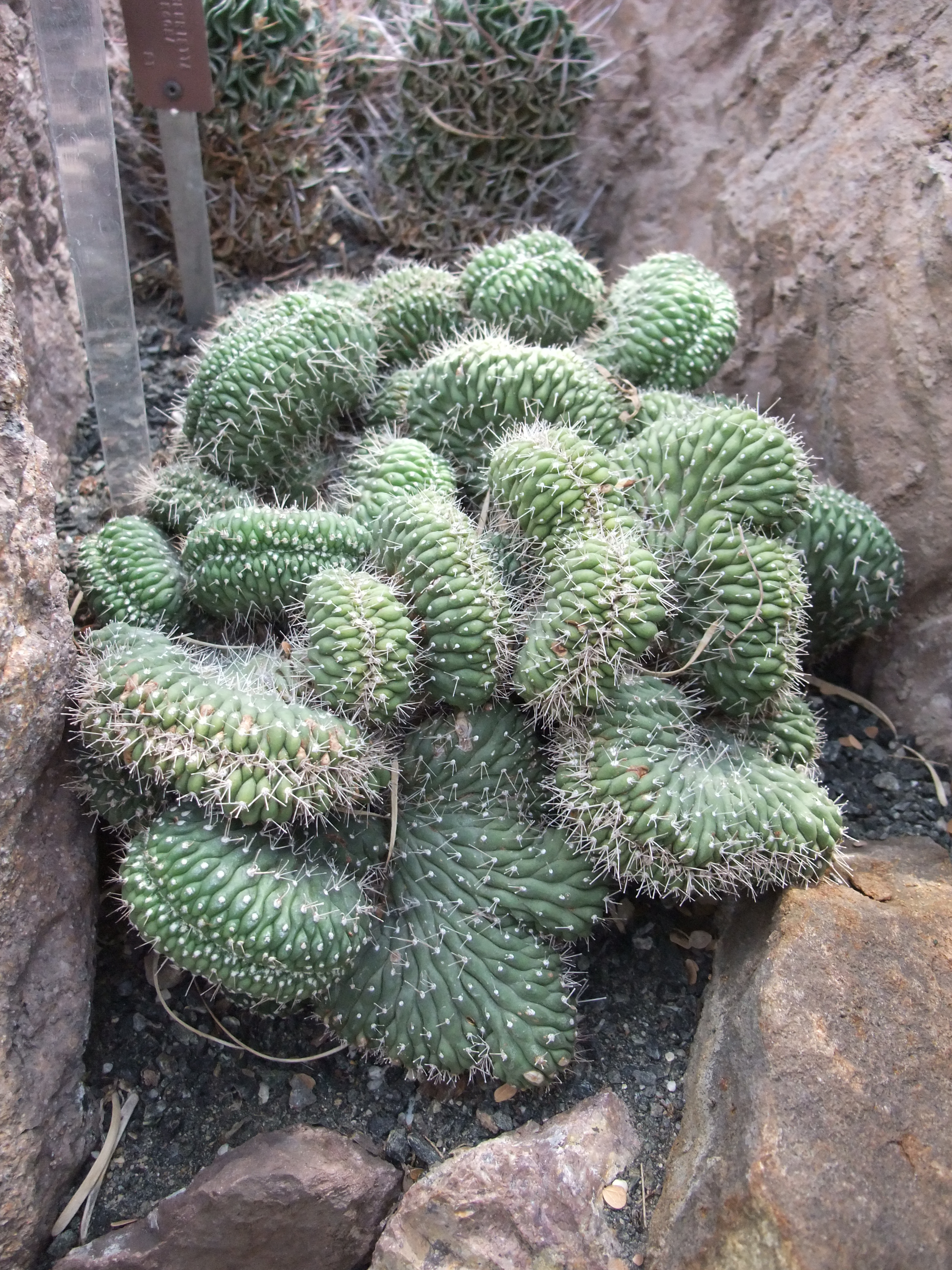
a tömzsi alakjai
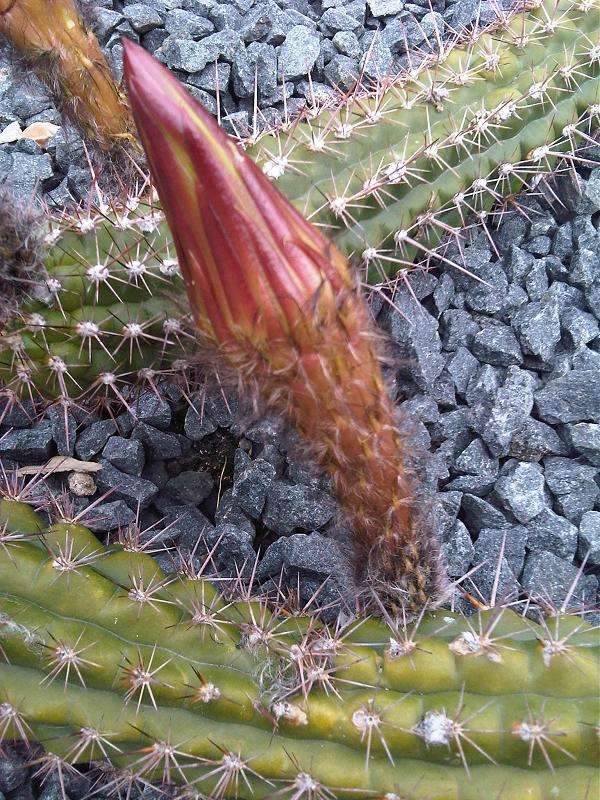
Bimbója és
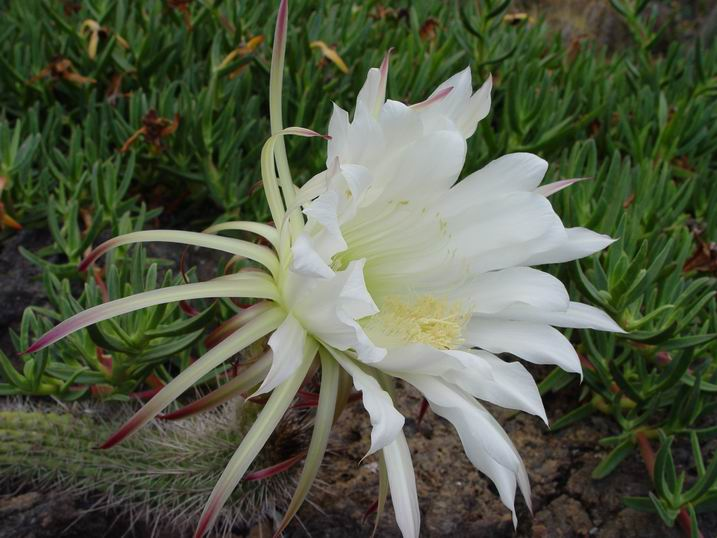
virága